# Акулий бала

Акулий бала (лат. Balantiocheilos melanopterus) — пресноводная рыба семейства карповых. Длина тела до 35 см. Окраска тела серебристая, на спинном, хвостовом и брюшных плавниках широкая черная краевая кайма. Обитает в Юго-Восточной Азии: в бассейнах рек Меконг и Менам-Чао-Прая, на Малайском полуострове, островах Калимантан и Суматра. Населяет чистые реки и ручьи с быстрым течением. Избегает водоёмов с медленным течением. В бассейнах многих рек стал очень редким или совсем исчез. Является популярной аквариумной рыбкой. 